# Olympische Sommerspiele 1988/Teilnehmer (Trinidad und Tobago)
| Gelbes Symbol für Goldmedaillen mit stilisierten Olympischen Ringen | Graues Symbol für Silbermedaillen mit stilisierten Olympischen Ringen | Braundes Symbol für Bronzemedaillen mit stilisierten Olympischen Ringen |
| ------------------------------------------------------------------- | --------------------------------------------------------------------- | ----------------------------------------------------------------------- |
| —                                                                   | —                                                                     | —                                                                       |

Trinidad und Tobago nahm an den Olympischen Sommerspielen 1988 in Seoul, Südkorea, mit einer Delegation von sechs Sportlern (vier Männer und zwei Frauen) teil.

## Teilnehmer nach Sportarten

### Leichtathletik
- Ian Morris
400 Meter: 7. Platz

- Patrick Delice
400 Meter: Viertelfinale

- Angela Williams
Frauen, 100 Meter: Viertelfinale
Frauen, 200 Meter: Viertelfinale

### Radsport
- Maxwell Cheeseman
Sprint: 8. Platz

- Gene Samuel
1000 Meter Einzelzeitfahren: 12. Platz
Punkterennen: 15. Platz

### Schwimmen
- Karen Dieffenthaler
Frauen, 50 Meter Freistil: 28. Platz
Frauen, 100 Meter Freistil: 35. Platz
Frauen, 200 Meter Freistil: 31. Platz